# Асеев, Георгий Леонидович
Георгий Леонидович Асеев (12 ноября 1915, Иркутск, Иркутская губерния, Российская империя — 1986, Москва) — советский педагог, директор школы, деятель народного образования. Заслуженный учитель школы РСФСР (1965). Автор идеи праздника последнего звонка.

## Биография
Родился 12 ноября 1915 года в Иркутске в семье военного. В 1922 году вместе с семьёй переехал в Москву.
Окончив 1934 году педагогические курсы в Загорске, работал учителем русского языка и литературы в сельских школах Дубенского района Тульской области. Без отрыва от работы учился в МГПИ имени А. С. Бубнова, который окончил в 1938 году. В 1941 году вступил в КПСС.
В 1939—1946 годах находился на службе в РККА. Принимал участие в советско-финляндской и Великой Отечественной войнах. В 1940 году поступил во 2-й школу младших авиаспециалистов Краснознаменного Балтийского флота (КБФ). С сентября 1941 года был заместителем редактора газеты «На страже Родины». В 1942 году стал инструктором по информации политотдела спецчасти ВВС КБФ. С 1943 года — инструктор по пропаганде. С мая 1943 до увольнения в запас в августе 1946 года служил в политотделе ВВС КБФ.
В 1946—1947 годах — заведующий учебной частью мужской средней школы № 186 Свердловского района.
В 1947—1953 и в 1954—1956 годах занимал должность директора мужской средней школы № 182 Коминтерновского района города Москвы (в 1953—1954 годах был директором средней школы при Посольстве СССР в Китае).
На посту директора школы Г. Л. Асеев ввёл несколько новшеств. В частности, учебный день начинался с прослушивания гимна и выноса флага, были организованы утренние зарядки. Стали выходить школьные стенгазеты, работало школьное радио. Проводились еженедельные школьные дежурства, для учеников устраивались зимние и летние лагеря. При нём стал практиковаться вызов в школу родителей не только неуспевающих, но и средних учеников.
В школе № 182 в течение учебного года было организовано и проведено 86 открытых уроков. Каждый из них тщательно разбирался педагогическим коллективом, а их материалы пополняли методическую базу школы. Организовывалась работа методических объединений учителей начальных классов и предметный комиссий. Кроме того, для педагогов регулярно проводились собеседования, лекции и конференции.
В 1948 году Г. Л. Асеев вместе с ещё одним учителем придумал провести в школе праздник последнего звонка. Уже в следующем году, 25 мая 1949 года, праздник последнего звонка проводился во всех школах Коминтерновского района. Позднее традиция распространилась на все школы страны.
В 1956 году Г. Л. Асеев занял должность заведующего Коминтерновским районным отделом народного образования города Москвы. С 25 июня 1956 года — заместитель заведующего Московским городским отделом народного образования. С 1958 года — первый заместитель, а с 29 октября 1962 года — заведующий Московским городским отделом народного образования. С 1975 года — на должности начальника Главного управления народного образования Мосгорисполкома. На этом посту он внёс большой вклад совершенствование системы профессиональной подготовки учителей Москвы.
Являлся делегатом XXIII, XXIV, XXV и XXVI съездов КПСС. Неоднократно избирался депутатом Московского городского совета. Был членом Исполкома Моссовета.
15 мая 1986 года вышел на пенсию. В том же году скончался.

## Награды и звания
- Заслуженный учитель школы РСФСР (1965)[2]
- два ордена Отечественной войны II степени (1945, 1985)[1]
- орден Красной звезды (1944)[1]
- три ордена Трудового Красного Знамени[3]
- медаль «За победу над Германией в Великой Отечественной войне 1941—1945 гг.» (1945)[1]
- медаль «За взятие Кёнигсберга» (1945)[1]
- медаль «За оборону Ленинграда» (1943)[1]
- орден Дружбы народов[3]
- орден «Знак Почёта»[3]

## Память
В фойе школы на Долгоруковской улице, 6 (бывшая № 182, затем № 1388, ныне подразделение школы № 1501) установлена мемориальная доска с текстом: «25 мая 1948 года по инициативе директора школы № 182 Асеева Георгия Леонидовича в впервые в истории для выпускников был произведен праздник последнего звонка. Это стало традицией. С тех пор ежегодно 25 мая в школах России звенит последний звонок». Мемориальная доска была установлена на средства, собранные от сбора макулатуры.
Г. Л. Асееву посвящён фонд в Центральном московском архиве-музее личных собраний